# Tolaga Bay (Ort)

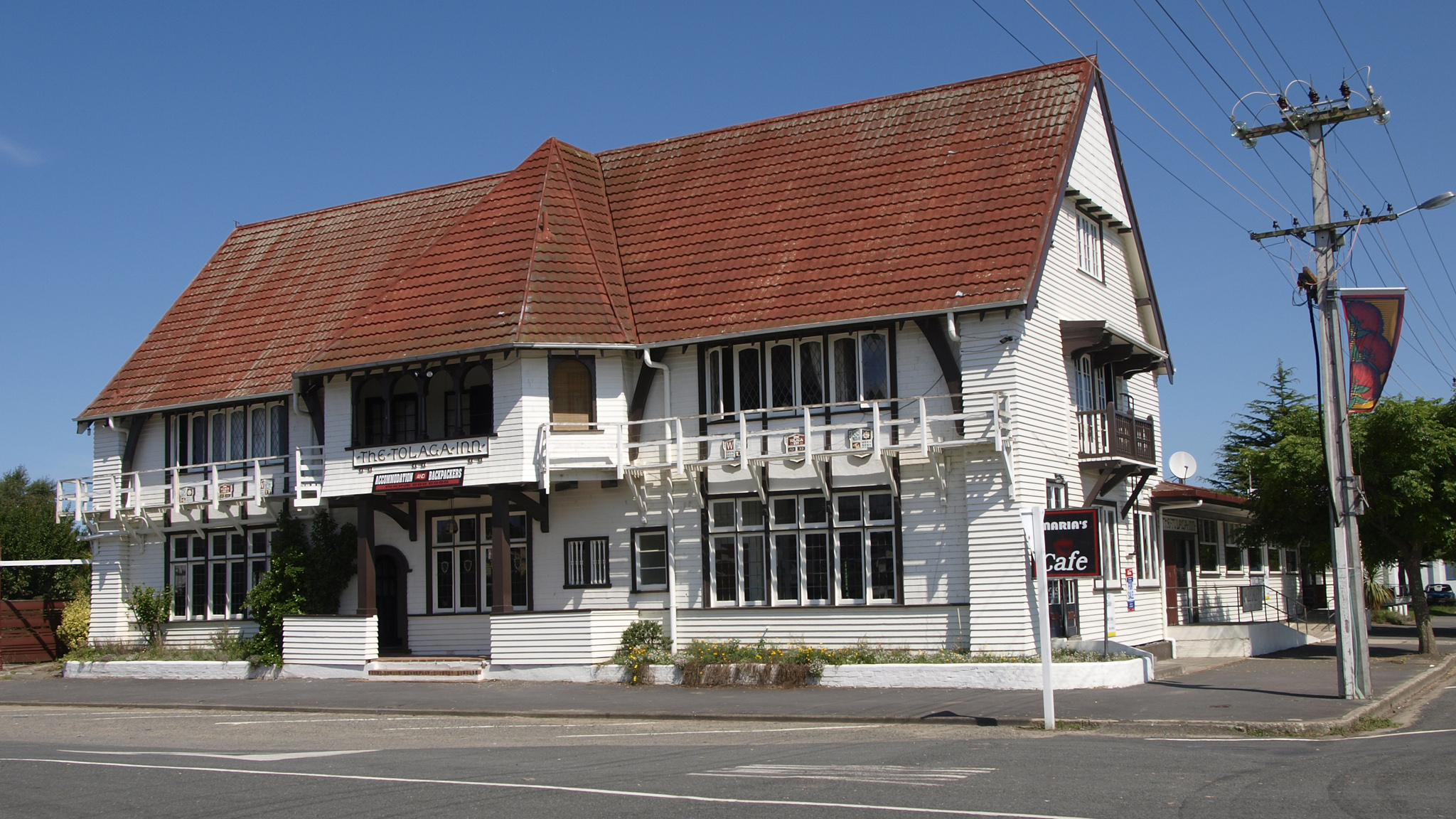
Tolaga Bay Inn, 1890 errichtet und später erweitert

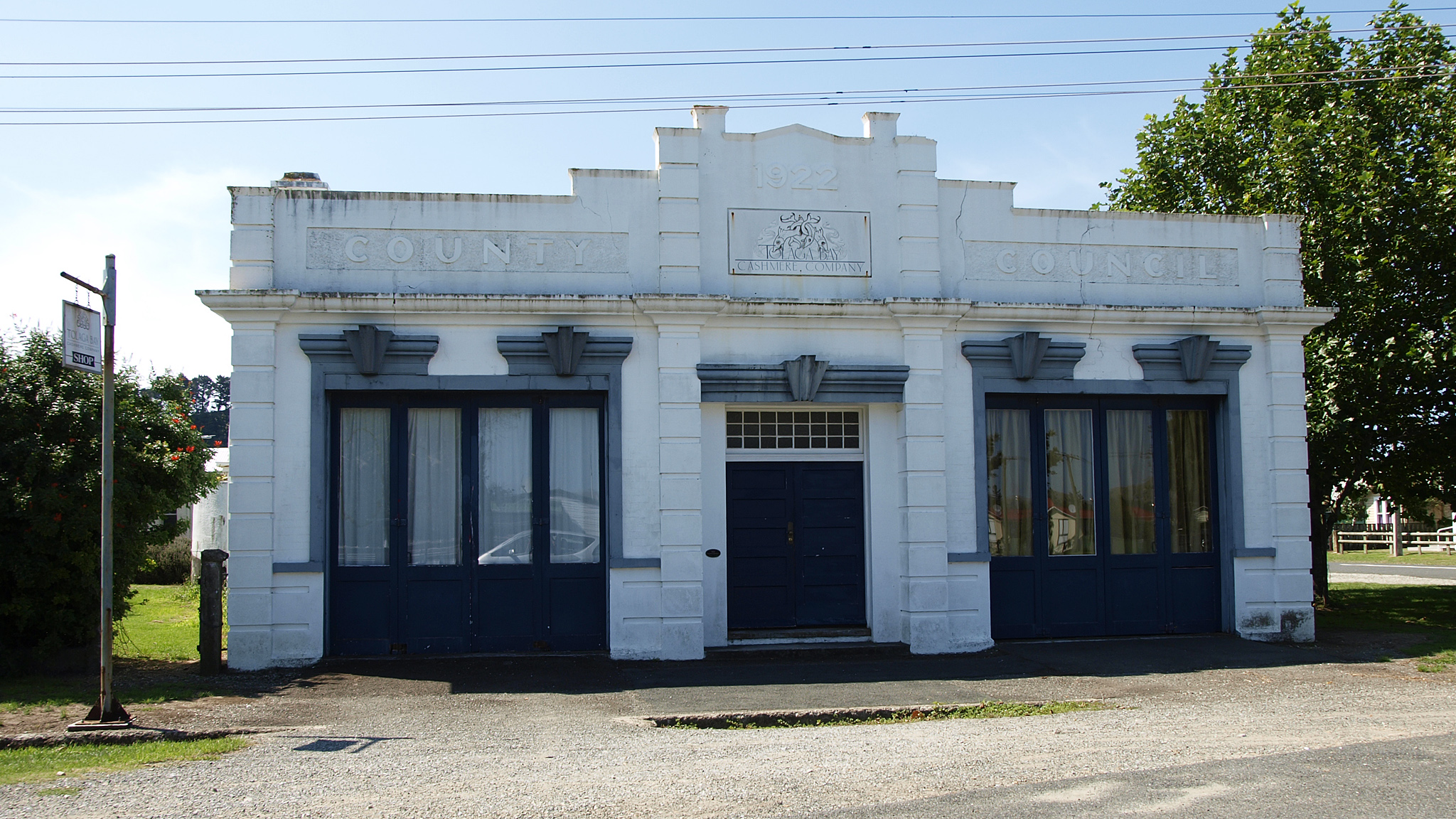
Gebäude des Tolaga Bay County Council (1922), heute Sitz der Cashmere Company

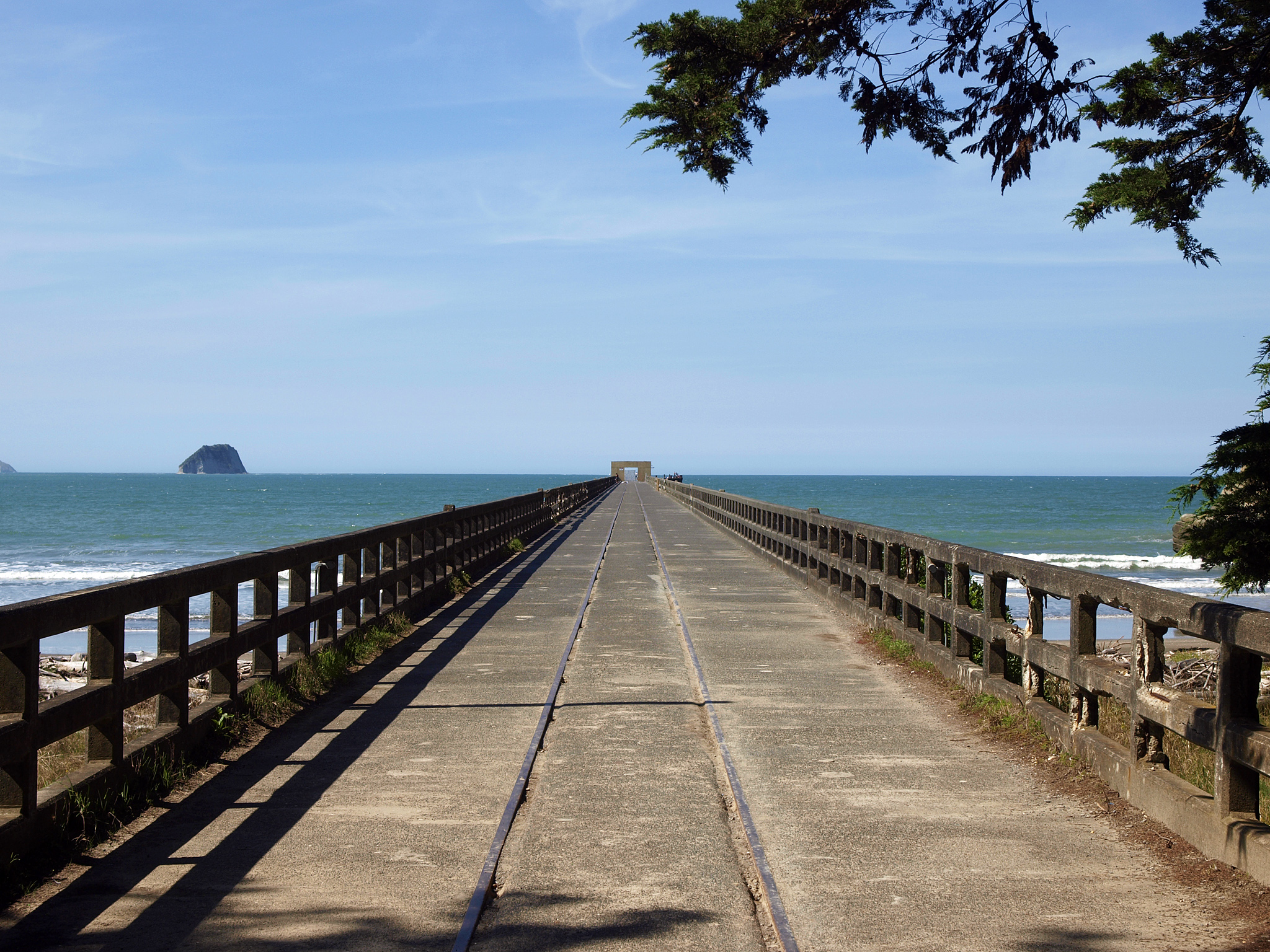
Tolaga Bay Wharf – 660 m lange Pier

Tolaga Bay ist ein Dorf im Gisborne District auf der Nordinsel von Neuseeland.

## Namensherkunft
Der ursprüngliche Name der Bucht, an der das Dorf liegt, war Ūawa, was in der Sprache der Māori soviel bedeutet wie „Regenzeit“. In den Aufzeichnungen des Seefahrers und Entdeckers Kapitän James Cook, der die Bucht 1769 und 1777 besuchte, war allerdings der Name Tolaga Bay für die Bucht verzeichnet. Der Ursprung des Namens „Tolaga“ ist nicht geklärt, entstammte aber vermutlich aus der Verfälschung eines Māori-Begriffes. Das Dorf wurde jedenfalls nach der Bucht benannt.

## Geographie
Das Dorf befindet sich direkt an der Mündung des Ūawa River, der in der Mitte der Tolaga Bay in den Pazifischen Ozean mündet. Tolaga Bay, auf dem Schwemmland der drei Flüsse Ūawa River, Mangaheia River und einem kleineren unbedeutenden Nebenfluss angesiedelt, ist von einer 300 m bis 400 m hohen Hügellandschaft umgeben, die beidseitig der Bucht mit Felsabstürzen im Meer enden. Bis ins südlich gelegene Gisborne sind es auf dem New Zealand State Highway 35, der direkt durch das Dorf führt, gut 54 Straßenkilometer. Die nächstgrößere Siedlung nach Norden stellt die 447 Einwohner zählende Gemeinde Tokomaru Bay dar. Bis nach Opotiki im Nordwesten sind auf dem State Highway 35 280 km zu fahren.

## Geschichte

### Besiedlung durch Māori
Māori siedelten in der Bucht an der Flussmündung des Ūawa River seit etwa 1300 n. Chr., als Polynesier in der großen Flotte von Hawaiki in die Bucht der Bay of Plenty kamen und Nachkommen von Tiki-Tiki-a-Taranga an der Küste sesshaft wurden. Im 16. Jahrhundert soll Hauiti sich zum Führer der Ūawa ernannt und die Stammesgruppe Te Aitanga-a-Hauiti gebildet haben, die heute noch existiert. Der Name für den Ort, an dem die Māori siedelten, variierte in der Aussprache; „Ou Auwoa“ oder „Uwoua“ ist überliefert. Heute gebräuchlich ist aber der Name „Ūawa“.

### Besiedlung durch Europäer
Zwischen dem 24. und 30. Oktober 1769 kam James Cook mit der Endeavour nach Ūawa, ankerte sein Schiff in einer kleinen geschützten Bucht, die heute Cook’s Cove genannt wird, nahm frisches Wasser, Fisch, Kūmara (Süßkartoffel) und geschnittenes Holz an Bord, gab der Bucht in einer vermuteten Fehlinterpretation den Namen Tolaga Bay und segelte weiter der Küste entlang nach Norden. Im November 1773 kam Kapitän Tobias Furneaux mit der Adventure in der zweiten Cook-Expedition kurz vorbei und 1827 der französische Seefahrer und Forscher Jules Dumont d’Urville auf der Astrolabe.
In den frühen 1830er Jahren begannen man in Ūawa mit dem Anbau von Flachs und dem Aufbau von Handelsstrukturen bis nach Sydney, Australien. 1843 kam der erste christliche Missionar. 1873 wurde der erste Fährdienst über den Ūawa River eingerichtet. 1875 kaufte ein Regierungseinkäufer für 505 englische Pfund die Siedlung mit rund 100 Hektar Land. Zu dieser Zeit lebten unter den 800 Einwohnern 52 europäische Siedler. Einen wöchentlich verkehrenden Kutschendienst gab es 1887 nach Gisborne.
Nach einigen erfolglosen Versuchen eine Molkerei zu etablieren wurde 1912 ein Butter-Fabrik gegründet, die in den 1930er Jahren fast 320 t Butter pro Jahr produzierte, 1959 aber geschlossen wurde. Neben der Milchwirtschaft bekam die Viehzucht und der Handel mit gefrorenem Fleisch einen immer größer werdenden Stellenwert für die Tolaga Bay. Der Transport geschah über den Seeweg. Der wachsenden Bedeutung des Ortes entsprechend bekam Tolaga Bay 1919 seine eigene Hafenverwaltung, zeitgleich mit der Ausgliederung von Ūawa aus dem Cook County und Bildung eines eigenen County, dem Ūawa County.
Um den wachsenden Anforderungen des Transportes genügen zu können, entstand 1920 die Idee eine Pier zu bauen, um größere Schiffe einfacher und sicherer beladen zu können. Nachdem 1924 die Vertragsgrundlagen geschaffen waren, begannen 1926 die Bauarbeiten. Am 22. November 1929 war dann die feierliche Eröffnung der Pier, die sich heute noch mit 660 m Länge die längste Pier Neuseelands nennen darf. Über den Kai wurden bis 1967 Mais, Milchprodukte, Wolle, Vieh und Fleisch über den Seeweg an die Abnehmer verschickt.
Durch den Verfall bereits gezeichnet wurde ab 1977 verboten die Pier mit Fahrzeugen zu befahren. Nach langem Nichtstun setzten sich schließlich die Einwohner von Tolaga Bay für den Erhalt der Pier ein. In der ersten Phase der Restaurierung wurden zwischen August 2001 and April 2002 insgesamt 26 Pfeiler und das Endstück des Kais für über 360.000 NZ$ erneuert, finanziert durch Spenden verschiedenster Organisationen. Die Restaurierung ist noch nicht abgeschlossen und wird wohl noch viele Jahre andauern, da hunderte von Pfeilern erneuert werden müssen und die Geländer der Pier dazu.

## Bevölkerung
Zum Zensus des Jahres 2013 zählte das Dorf 768 Einwohner, 7,6 % weniger als zur Volkszählung im Jahr 2006.

## Wirtschaft
Wichtigste Einnahmequelle des Dorfes stellt heute immer noch die Landwirtschaft mit der Milcherzeugung und der Viehzucht dar. Neben Geschichte und Pier hat noch die Produktion von hochwertigen handgefertigten Cashmere-Wollprodukten durch die ortsansässige Cashmere Company den Ort Tolaga Bay bekannt gemacht. Seit 1984, werden die Fasern von Ziegenfellen zum Weben und Einfärben nach Schottland geschickt, um dann aus den Stoffen in Tolaga Bay exklusive Kleidungsstücke herzustellen und über eigene Verkaufsfilialen in Auckland und Christchurch zu vermarkten. Eine weitere, wenn auch bescheidenere Einnahmequelle, stellt der Tourismus dar. Angezogen durch die historische Vergangenheit des Ortes und den beiden Sehenswürdigkeiten (s. u.) kommen Tagestouristen und Durchreisende in den Ort.

## Sehenswürdigkeiten
- Die 660 m lange in die See hineinreichende Pier Tolaga Bay Wharf ist restauriert und begehbar.
- Cook’s Cove, nach einer Wanderzeit von gut einer Stunde entlang der Klippen des 343 m hohen Titirangi.
- Das 1890 erbaute, aber später umgebaute Tolaga Bay Inn[9], das heute eine Backpackers Unterkunft, ein Café und Restaurant beherbergt.